# Мессершмитт P.1106
Messerschmitt P.1106 — проект немецкого реактивного истребителя времён Второй мировой войны. Был задуман как улучшение истребителя Messerschmitt P.1101, один из предложенных проектов немецкого истребителя к концу войны.

## История
Проект Messerschmitt P.1106 претерпел несколько модификаций. Ранняя версия имела Т-образное хвостовое оперение с кабиной, обтекаемой в вертикальный стабилизатор. Поздняя версия имела V-образное оперение с кабиной, немного сдвинутой вперёд. Оба варианта имели стреловидное крыло под углом 40°.
Планируемая силовая установка представляла собой турбореактивный двигатель Heinkel HeS 011.
Вооружение должно было составлять две тяжёлые авиационные 30-мм пушки MK 108.
Вскоре от проекта отказались, поскольку задачи по улучшению характеристик P.1101 не были достигнуты, а обзор из кабины P.1106 был плохим.